# FlG I
La FlG I (nome ufficiale Fluggeschwader 1) era una delle unità dell'Impero austro-ungarico durante la prima guerra mondiale.

## Storia

### Prima guerra mondiale
Nel maggio-giugno 1917 è a Divaccia con 12 Hansa-Brandenburg C.I, 4 Hansa-Brandenburg D.I e 2 Aviatik D.I.
Il 13 maggio Francesco Baracca ottenne un'altra vittoria in collaborazione sul Br. C.1 dell'asso Julius Busa e dell’osservatore Hermann Grössler della Fluggeschwader 1 sul Monte Korada.
Il 23 maggio 1917 alle 8,30 da 4000 metri il “Nieuport” 80 hp di Flavio Torello Baracchini attacca un “Albatros” sui 3000 metri obbligandolo a discendere con una scarica: l'”Albatros” si allontanò verso Aidussina. Era la seconda vittoria di Baracchini su Nieuport 11 a danni dell'Hansa-Brandenburg C.I 129.38 del Fluggeschwader I.
Il 3 giugno successivo Baracca abbatte l'Hansa-Brandenburg C.I del Zgsf. Johann Rotter con l'Oblt. Max Bednarzik fra Plava e Monte Cucco di Plava.
Il 10 agosto Michele Allasia collaborò con Giovanni Sabelli all'abbattimento del velivolo Hansa-Brandenburg C.I 229.25 sul Monte Stol.
Al 18 agosto 1917 il reparto era a Divaccia nell'Isonzo Armee al comando dell'Hptm Karl Sabeditsch con 8 Hansa-Brandenburg C.I, 2 Hansa-Brandenburg D.I e 1 Aviatik D.I.
Al 24 ottobre successivo il reparto cambia nome in Flik 101/G ed era sempre a a Divaccia nell'Isonzo Armee al comando dell'Oblt Johann Löw quando partecipa alla Battaglia di Caporetto.
Dopo la guerra, l'intera aviazione austriaca fu liquidata.